# Gladys Black
Gladys Bowery Black (4. siječnja 1909. – 19. srpnja 1998.) bila je američka ornitologinja, konzervatorica i spisateljica poznata kao "Iowa's Bird Lady".  Uvrštena je u Kuću slavnih žena Iowe 1985. godine.

## Rani život, obrazovanje i brak
Gladys Bowery rođena je 4. siječnja 1909. godine, kao jedno od dvoje djece Jamesa M. Boweryja i Jerushae (Ford) Bowery. Odgajana je na farmi istočno od mjesta Pleasantville, Iowa, gdje ju je majka rano upoznala s pticama. Pohađala je srednju školu Pleasantville i stekla medicinsku sestru iz bolnice Mercy (Des Moines, 1930.) i diplomirala za medicinsku sestru u javnom zdravstvu na Sveučilištu u Minnesoti. Karijeru je započela u ruralnim područjima države.
Udala se za Waynea Blacka i preselili su se u Georgiju, gdje je Wayne imao posao u zrakoplovnoj bazi Warner Robins. Wayne Black je radio u javnom zdravstvu i mnogo je volontirao.

## Karijera u ornitologiji
Dok je živjela u Georgiji, Black je počela surađivati s profesorom ornitologije Davidom Wareom Johnstonom sa Sveučilišta Mercer, a on joj je bio mentor dok je uspostavljala lokalni program prstenovanja ptica. Kad je Wayne umro 1956. godine, Black se vratila u Pleasantville i pridružila se ornitološkom savezu Iowe. Iako nikada nije prošla nikakvu formalnu obuku iz ornitologije, provela je više od tri desetljeća radeći na identificiranju vrsta ptica u svojoj matičnoj državi, vođenju kontrolnih popisa i educiranju javnosti o pticama i srodnim pitanjima poput očuvanja staništa.
Od 1969. do 1987., Black je pisala tjednu kolumnu o pticama koja se pojavila u The Des Moines Registryu, Knoxville Journal Expressu, Pella Chronicleu i Marion County News.  Određeni broj ovih kolumni objavljen je u njezinoj jedinoj knjizi Iowa Birdlife (1992), zajedničkom projektu Nature Conservancy i University of Iowa Press koji je još bio u tisku od 2015. Također je vodila djecu na šetnje u prirodi i raspravljala o ornitologiji i očuvanju u građanskim i crkvenim skupinama širom države.
Godine 1978., Koledž Simpson dodijelio je Black počasni doktorat kao priznanje za njezin javni dolazak i stručnost u obrascima migracije i gniježđenja američkih ptica. Među ostalim priznanjima bila je i potvrda Inženjerijskog korpusa američke vojske kojom se priznaju njezini napori u području konzervatorskog obrazovanja vezani uz Lake Red Rock (1978), izbor za člana Akademije znanosti Iowe (1983), ulazak u Žensku kuću slavnih u Iowi (1985.) i priznanje guvernera Iowe za njezinih 35 godina volontiranja (1989.).
Black je također bila amaterski drvorezbar, te je 1968. godine izložila jedan vlastiti rad na izložbi rezbarenja ptica u muzeju Ward Museum of Wildfowl Art u Marylandu; a naknadno je uvršten na drugu izložbu u muzeju 2012. godine, "Making Her Mark: A Showcase of Women’s Carvers".
Black je umrla kod kuće 19. srpnja 1998.

## Ostavština
Black je odana počast 2004. godine stvaranjem skloništa Gladys Black Bald Eagle, financiranog javnim donacijama i smještenog na poznatom mjestu za boravište ćelavog orla u okrugu Marion, Iowa.
Uz to, uspostavljen je Gladys Black Environmental Education Project  kao partnerstvo između dvije neprofitne skupine, Udruge Red Rock Lake i Marion County Conservation, radi poticanja javne upotrebe županijskih prirodnih resursa i sponzoriranja ekoloških edukacija i očuvanja.

## Vanjske poveznice
- Gladys Black Environmental Education Project  Arhivirana inačica izvorne stranice od 5. ožujka 2021. (Wayback Machine)